# Generatietijd
De generatietijd van een organisme is de tijdsduur tussen twee vergelijkbare ontwikkelingsstadia van opeenvolgende generaties. In combinatie met het aantal nakomelingen per generatie is het een maat voor de snelheid waarmee een soort zich kan uitbreiden onder ideale omstandigheden. 
Bij mensen is de kortst mogelijke generatietijd omstreeks 14 jaar, in Nederland gemiddeld echter een jaar of 30. In veel ontwikkelingslanden is de generatietijd beduidend korter dan in Nederland (en het aantal kinderen vaak beduidend groter). Het kan in dergelijke landen dan ook voorkomen dat meer dan de helft van de bevolking jonger is dan 15 jaar.